# Sangala uxisama
Sangala uxisama är en fjärilsart som beskrevs av Druce 1885. Sangala uxisama ingår i släktet Sangala och familjen mätare. Inga underarter finns listade.